# 1020
1020 (MXX) var ett skottår som började en fredag i den julianska kalendern.

## Händelser

### Okänt datum
- Hospice byggs i Jerusalem.
- Staden Saint-Germain-en-Laye grundas.

## Födda
- Harold Godwinson, kung av England 1066.
- Sven Estridsson, kung av Danmark 1047–1074.
- Gregorius VII, född Hildebrand, påve 1073–1085 (född omkring detta år).
- Stefan IX, född Frédéric Gozzelon de Lorraine, påve 1057–1058 (född omkring detta år).
- Gunhild av Danmark (tysk drottning)
- Beatrix av Lothringen, toskansk regent.

## Avlidna
- 20 juni – Lyfing, ärkebiskop av Canterbury.
- Ferdowsi Tousi, persisk episk poet.
- Leif Eriksson, viking, upptäckare av Vinland (född omkring detta år).